# Ernst Eduard Taubert
Ernst Eduard Taubert (ur. 25 września 1838 w Regenwalde; zm. 14 lipca 1934 w Berlinie) był niemieckim kompozytorem, krytykiem i pedagogiem muzycznym.

## Życiorys
Ernst Eduard Taubert urodził się jako syn superintendenta. Uczęszczał do szkół gramatycznych w Berlinie i Greifenbergu, a następnie, począwszy od semestru zimowego 1858/59, studiował protestancką teologię i filologię, a później muzykę. Podczas studiów był członkiem Bonner Burschenschaft Frankonia, od 1858 do 1860 roku, pełniąc funkcję jego rzecznika w semestrze zimowym 1859/60 roku. Jako student teologii w Bonn, Taubert pobierał prywatne lekcje teorii muzyki u Alberta Dietricha od 1858 do 1860 roku. Od 12 lipca 1860 roku pracował jako prywatny nauczyciel w majątku Plennin w powiecie Franzburg. Następnie poświęcił się całkowicie muzyce. Od 1863 do 1871 roku studiował kontrapunkt u Friedricha Kiela w Berlinie. W latach 1870–1871 studiował w konserwatorium w Lipsku, a następnie u  Franza Liszta w Weimarze. W Berlinie przez wiele lat pracował jako nauczyciel teorii muzyki, kompozycji i gry na fortepianie w konserwatorium Sterna (od 1898 r. na pełen etat jako profesor) oraz jako konsultant muzyczny i krytyk muzyczny dziennika Die Post. Coraz częściej żył wyłącznie komponowaniem.
Ernst Eduard Taubert pisał utwory orkiestrowe, muzykę kameralną, taką jak kwartety smyczkowe op. 56 i op. 63, pieśni i utwory fortepianowe, a także utwory chóralne.
Ernst Eduard Taubert był członkiem Pruskiej Akademii Sztuk Pięknych w Berlinie w sekcji muzycznej od 1906 do 1934 roku. W 1912 roku był sędzią na konkursie Kaiserpreissingen niemieckich towarzystw chóralnych we  Frankfurcie nad Menem.

## Literatura
- Taubert, Ernst Eduard. In: Wilibald Gurlitt (Hrsg.): Riemann Musiklexikon. 12., völlig neubearbeitete Auflage. Personenteil: L–Z. Schott, Mainz 1961, S. 775 (Textarchiv – Internet Archive).
- Helge Dvorak: Biographisches Lexikon der Deutschen Burschenschaft. Band II: Künstler. Winter, Heidelberg 2018, ISBN 978-3-8253-6813-5, S. 683.